# مخطط كايلي

مخطط كايلي of the زمرة حرة on two generators a و b

في الرياضيات، مخطط كايلي (بالإنجليزية: Cayley graph)‏ هو مخطط يمثل البنية التجريدية لزمرة ما.